# Felsőpetényi Kisvasút
A Felsőpetényi Kisvasút Nógrád vármegyében, Felsőpetény és Bánk között található egyvágányú, 600 mm nyomtávolságú vonal. Eredetileg teherforgalom céljára építették, 2006-ban megkezdett felújítása után turisztikai célokat akart szolgálni, helyette 2014-ben elkezdték bontani a Bánkra vezető pályát.

## Története

### A vasút felélesztésének tervei
A kő- és agyagbányászattal és agyagfeldolgozással foglalkozó Az Agyag-Ásvány Kft területén Felsőpetény mellett található keskeny nyomtávú iparvasút karbantartása és felújítása végett, Somogyi János, a helyi ásványbánya tulajdonosa összefogott a Kemencei Erdei Múzeumvasutat üzemeltető vasútbarátokkal és a kisvasút vonalát kitakarították és kijavították Alsópetény, Felsőpetény, Bánk körzetében mind az öt kilométeren. 2006. szeptember közepére, a Kulturális Örökség Napjaira üzembe helyeztek néhány mozdonyt, kocsit és hajtányt és egy ünnepséget rendeztek, amelyen egy táró meglátogatására is mód nyílott egy villamos (akkumulátoros) mozdony vontatta szerelvényen ülve.

### A vasút felszámolása
2014-ben a bányától Bánkig vezető vonalat felbontották. A C50-es mozdonyokat értékesítették.

## Járműállomány
Vontató járművek:
- 2 db EL-9 (akkumulátoros mozdony, a bányából hozta ki a csilléket)
- C-50 E04-042 (2015-től magántulajdonban, felújítás alatt)
- C-50 E04-041 (2005-től KBK tulajdonban, felújítás alatt, az MÁV ÉSZAKI JÁRMŰJAVÍTÓ-ban)
- C-50 E04-047 (2015-től 760 mm-re átépítve Nagybörzsönyben)

A vontatott járművek legnagyobb részét csillék és népeskocsik (az Ikarusban készült, bányászok szállítására épült vasúti kocsik) adják.

## Állomások
- Felsőpetény (kaolinbánya)
- Bánk (magasrakodó – nagyvasúti átrakási lehetőség)

## Pályaadatok
- a pálya hossza: 5,1 km
- nyomtáv: 600 mm
- egy vágány; a végállomásokon körüljárási lehetőség
- műtárgyak
  - Magasrakodó (Bánk (település))
  - Fűtőház (Bánya)
- közúti keresztezés: 2 db (a bánki kereszteződés fénysorompós volt, de a nagyvasúti vonal személyszállításának leállítása után ezt „andráskereszt”-re cserélték. Az átjáró közös a nagyvasútéval ennek működése automatikusnak épült; a kisvasúti vezérlése kézi állítású volt.)

## Külső hivatkozások
- Az MTV régi oldala Unokáink sem fogják látni… – 185. adás 2006. szeptember 24. MTV
- Képek 2002-ig a kisvasút.hu oldalán
- Képek 2005-től a kisvasút.hu oldalán
- Képek a sín-tér.hu oldalán
- Képek a www.klubc50.hu oldalán
- A bánki vasútállomás
- Az Agyag-Ásvány Kft honlapja